# Episodi di Non dirlo al mio capo (prima stagione)
La prima stagione della serie televisiva Non dirlo al mio capo, composta da 12 episodi, è trasmessa dal 28 aprile 2016 su Rai 1, per un totale di sei serate.
| nº | Titolo                             | Prima TV Italia | Ascolti   | Share  |
| -- | ---------------------------------- | --------------- | --------- | ------ |
| 1  | Bugie in regola                    | 28 aprile 2016  | 6.702.000 | 25,42% |
| 2  | Punti di vista                     | 28 aprile 2016  | 6.027.000 | 27,26% |
| 3  | I soliti sospetti                  | 5 maggio 2016   | 5.850.000 | 22,37% |
| 4  | Tentazioni inattese                | 5 maggio 2016   | 5.192.000 | 24,50% |
| 5  | La vita che verrà                  | 12 maggio 2016  | 6.112.000 | 23,54% |
| 6  | Premio o punizione                 | 12 maggio 2016  | 5.607.000 | 26,03% |
| 7  | Vestito o maschera?                | 19 maggio 2016  | 6.160.000 | 23,51% |
| 8  | Dire, fare, combaciare             | 19 maggio 2016  | 5.863.000 | 27,44% |
| 9  | Fidarsi...è bene?                  | 26 maggio 2016  | 5.718.000 | 22,73% |
| 10 | La forza della debolezza           | 26 maggio 2016  | 5.582.000 | 25,72% |
| 11 | Occhio per occhio, cuore per cuore | 30 maggio 2016  | 6.099.000 | 22,95% |
| 12 | A carte scoperte                   | 30 maggio 2016  | 6.064.000 | 27,90% |

## Bugie in regola
- Diretto da: Giulio Manfredonia
- Scritto da: Elena Bucaccio

### Trama
Lisa Marcelli ed Enrico Vinci non potrebbero vivere due esistenze più diverse: lei è vedova da sei mesi, laureata in giurisprudenza e madre di due figli, l'adolescente Mia e il piccolo Giuseppe, e le serve un lavoro, mentre lui è un avvocato di successo, titolare dello Studio Giusto Vinci di Napoli, donnaiolo, cinico e arrogante. Lisa, senza volerlo, riga l'auto di Enrico; quando va nel suo ufficio per scusarsi, scopre che Enrico sta aspettando una praticante raccomandata da un altro avvocato, e si spaccia per lei pur di avere il lavoro. Da subito Lisa rimane affascinata dall’avvocato, ma non ci mette molto a capire che è una persona antipatica e di troppe pretese: molte sono le praticanti che ha licenziato proprio per via del suo caratteraccio. Lisa conosce i suoi nuovi colleghi di lavoro: l'avvocato penalista dello studio Marta Castelli, il giovane praticante Jacopo Forti e la segretaria Claudia Tagliacozzo. Enrico è molto chiaro con Lisa: non vuole una praticante con figli, quindi lei gli mente dicendogli di non averne. Incomincia così la nuova vita di Lisa, tra il nuovo lavoro, i capricci del suo capo e i problemi dei figli nelle nuove scuole. 
Lisa lavora al suo primo caso con Enrico: la loro cliente Silvia ha ereditato la società della madre, ma vuole intentare causa al padre Vittorio, che odia per aver abbandonata lei e la madre, reclamando la sua metà delle quote della ditta.
Mia stringe amicizia con il suo nuovo compagno di scuola, Romeo Ruggeri, un ragazzo un po' introverso e ribelle che soffre di leucemia. Lisa non si rivela all'altezza dei ritmi a cui la sottopone il suo capo, che in breve la licenzia. Nel frattempo ha modo di conoscere la sua vicina di casa, Perla Cercilli, una donna vanitosa con la fissa per la moda, ma nel profondo simpatica e disponibile. Anche se è stata licenziata, Lisa incomincia a maturare interesse per il caso di Silvia e Vittorio. Va da quest'ultimo, insospettita dalla la loro ultima conversazione, e capisce che Silvia non è figlia di Vittorio. L’uomo confessa di aver scoperto che la moglie lo aveva tradito ed era rimasta incinta di Silvia, e che lui le aveva quindi abbandonate. Silvia però ignora la verità, mentre Vittorio non è In realtà interessato a quelle quote, ma, avendo capito di amare Silvia nonostante non sia sua figlia, usa il pretesto della causa legale per continuare a vederla. Lisa gli spiega che lo capisce molto bene perché anche lei ha vissuto una situazione simile: il marito Alberto la tradiva con un'altra donna, e dopo la morte di lui ha scoperto che era pieno di debiti; i suoi figli però ignorano la cosa. Lisa consiglia a Vittorio di dire la verità a Silvia, quindi organizza un appuntamento allo Studio Vinci con la complicità di Claudia e chiude in una stanza Silvia e Vittorio. Enrico è all'oscuro di tutto, quindi Lisa, per guadagnare tempo, si chiude in ascensore con lui, ma l'ascensore si blocca ed Enrico entra nel panico: Lisa scopre così che l'avvocato soffre di claustrofobia, lo prende per mano e lo aiuta a tranquillizzarsi; i due incominciano a parlare e si guardano sorridendo: sembra che, a dispetto delle differenze, ci sia un po' di attrazione reciproca. L'ascensore riparte ed Enrico scopre che Lisa aveva organizzato l’appuntamento tra Silvia e Vittorio.L’incontro va a buon fine: Vittorio cederà le sue quote a Silvia, che in cambio pranzerà con lui una volta a settimana. Lisa è sorpresa del fatto che Vittorio non abbia detto la verità a Silvia, ma lui le spiega che per prima cosa vuole ricostruire il rapporto, e solo in seguito le confesserà di non essere il suo vero padre. Anche se non lo ammette, Enrico è rimasto colpito da come Lisa ha risolto la faccenda di sua iniziativa, e le rivela che aveva sempre saputo che lei non era la praticante raccomandatagli dal suo collega avvocato. La ragazza era infatti l'amante dell'avvocato che l'aveva raccomandata a Enrico, che per questo aveva preferito assumere Lisa, e inaspettatamente decide di darle una seconda possibilità riassumendola.
- Altri interpreti: Paolo De Vita (Vittorio Torrini)

## Punti di vista
- Diretto da: Giulio Manfredonia
- Scritto da: Elena Bucaccio

### Trama
Un bambino si rivolge allo Studio Vinci per chiedere aiuto a Enrico perché i suoi genitori lo vogliono costringere a donare il midollo al fratello che soffre di leucemia. Quando arrivano i genitori del bambino, seguiti dal fratello maggiore, Lisa riconosce in lui Romeo, l’amico della figlia Mia. Quest'ultimo prende le difese del fratellino: neanche lui trova giusto che il fratellino sia costretto a donargli il midollo, dato che i genitori hanno voluto un secondo figlio solo per questo motivo. Enrico scopre che era stato Romeo ad esortare il fratello a rivolgersi a un avvocato, e che il ragazzo era disposto ad accettare la morte, stufo dei sacrifici che la sua famiglia stava facendo per lui. Enrico e Lisa affrontano il caso di una madre che, rientrata al lavoro dopo la maternità, scopre di essere stata destinata a un ruolo più umile. Sebbene la paga sia la stessa, per lei è una questione di principio e rivuole il suo vecchio lavoro. Il capufficio della donna si fa assistere da un'avvocatessa incinta per lasciar credere di non fare discriminazioni, ma Lisa fa notare ad Enrico che l'avvocatessa e il cliente hanno due fedi nuziali uguali. Il fatto che siano marito e moglie gioca a svantaggio della controparte; Enrico, dopo aver scoperto che la donna non è l'unico genitore single nella ditta ad essere stata declassata, riesce a far riavere il suo vecchio lavoro alla sua cliente. Da un po' di tempo Enrico ha problemi con la schiena, e gli viene il colpo della strega. Lisa lo insulta ma poi la finiscono in risate tanto che Enrico si dimentica del mal di schiena. Lisa gli confessa di essere vedova di un uomo che la tradiva; ciò che più la ferisce è che la morte le ha negato la possibilità di perdonarlo. Poi Enrico incomincia a farle delle avance e Lisa, pur non essendo affatto indifferente al fascino dell'avvocato, si sente in imbarazzo e fugge. Claudia è arrabbiata con Jacopo perché lui non le rivolge mai la parola; crede che il ragazzo non la consideri degna di attenzione, ma Jacopo confessa a Lisa di avere un debole per Claudia e di essere bloccato dalla timidezza. Nonostante Enrico abbia vinto la causa, la sua cliente, avendo capito che la sua priorità ora è il bambino, decide di accettare il nuovo ruolo, perché gli orari le permetteranno di stare più tempo con lui; ringrazia comunque Enrico per averla difesa. Lisa trova sempre più difficile destreggiarsi tra i figli e il lavoro, quindi Perla si offre di fare da tata a Giuseppe e Mia. Quest'ultima litiga con Romeo perché il ragazzo non vuole provare a combattere contro la sua malattia, poi viene raggiunta dalla madre sul molo di Napoli. Le due si nascondono quando vedono arrivare Enrico, il quale, pur non essendo obbligato a parlare con Romeo, lo convince a curarsi raccontandogli che lui e  il fratello maggiore Tommaso da piccoli erano andati in mare con la barca del padre e a causa di un incidente Tommaso era affogato. Proprio per questo Enrico cerca di convincere Romeo a lottare, facendogli capire che se lui morirà la sua famiglia non sarà più la stessa, ma soprattutto che non deve morire perché suo fratello minore ne soffrirebbe per sempre, com’è accaduto allo stesso Enrico, che conosce bene il dolore di perdere un fratello. Mia e Lisa, che hanno sentito tutta la conversazione, capiscono che malgrado le apparenze Enrico ha un buon cuore.
- Altri interpreti: Flaminia Lera (Sign.ra Bellini), Teo Achille Caprio (Antonio Ruggeri, fratello di Romeo), Riccardo Festa (Sign. Ruggeri, padre di Romeo), Leonardo Della Bianca (Tommaso Vinci), Francesca Romana De Martini (Ada), Simon Leon Niosi (Enrico Vinci, da bambino).

## I soliti sospetti
- Diretto da: Giulio Manfredonia
- Scritto da: Elena Bucaccio

### Trama
Enrico passa la notte con Marta, ma il mattino dopo la tratta con brutalità e indifferenza. Lisa scopre invece che la donna con cui Alberto l'aveva tradita si chiama Virginia ed è giovane e bella e imbratta la sua auto con la vernice. Lo studio legale prende il caso di una compagnia turistica: uno dei loro aerei ha avuto un incidente e dei ragazzi sono morti. La madre di uno di loro vuole intentare causa e lo Studio Giusto Vinci dovrà difendere la compagnia. Inoltre un altro cliente di Enrico, Carteni, chiede all'avvocato di fare un controllo su una villa dove lui e la fidanzata avrebbero dovuto trasferirsi, che, a suo dire, è infestata e quindi non vuole rimetterci piede. Romeo fa leggere a Mia una lista delle cose che vorrebbe fare, alcune delle quali persino folli. Intanto Enrico e Lisa vanno in una clinica dove, a detta di Enrico, il padre di un suo cliente internato è scomparso. Poi i due vanno nella villa, che non sembra infestata, fino a quando Enrico incomincia a sentirsi male e vede il fantasma di suo fratello Tommaso. Lisa ed Enrico vanno a interrogare il pilota dell'aereo, il quale afferma che l'aereo ha avuto quell'incidente perché lui era sotto l’effetto di farmaci antidepressivi. Quando il cellulare di Enrico squilla, Lisa risponde: è il custode della vecchia casa della famiglia Vinci che vuole avvertire l'avvocato di aver avvistato suo padre da quelle parti. Lisa capisce quindi che il paziente scomparso nella clinica non è il padre di un cliente dello studio, ma Giusto Vinci, il padre di Enrico. Quest'ultimo spiega a Lisa di aver fatto credere a tutti che Giusto sia andato in pensione, ma in realtà il padre soffre del morbo di Alzheimer. Ciò deve rimanere un segreto perché potrebbe nuocere all'immagine dello studio, dato che il nome di Giusto dà ancora sicurezza ai loro più vecchi e fidati clienti. Enrico scopre che la villa di Carteni è infestata da una muffa allucinogena: questo spiega le visioni, ma a Carteni non basta, quindi Lisa e Enrico incominciano a sospettare che l’uomo stia cercando solo una scusa per non andare a vivere lì con la sua fidanzata per paura di impegnarsi. Lo stesso Carteni confessa che proprio in quella villa aveva sorpreso la sua fidanzata mentre lo tradiva con un altro uomo e, anche se all'apparenza l'ha perdonata, cerca un pretesto per non rimetterci piede, non avendo ancora superato l'umiliazione. Lisa spiega ad Enrico di aver scoperto il farmaco usato dal pilota dell'aereo, il ketazolam, e che, a giudicare dal dosaggio, un uomo di quella stazza non può aver realmente sofferto di effetti collaterali. Enrico scopre che non è il pilota a fare uso del ketazolam, ma  la moglie. Provando pena per le famiglie delle vittime, trova un pretesto per far sì che la compagnia elargisca comunque un risarcimento. Dimostrato che si è trattato di un incidente, la madre che aveva intentato causa al pilota lo perdona. Mentre Enrico e Lisa rimangono nello studio fino a tardi, salta la corrente, e i due restano al buio. Accendono così delle candele in attesa che arrivino i tecnici. Enrico spiega a Lisa che anche prima della malattia del padre i rapporti non erano idilliaci perché Giusto reputava Enrico colpevole della morte di Tommaso e addirittura aveva fatto affondare la barca per dimenticare tutto. Lisa è dell'opinione che Giusto si sia accanito contro Enrico solo perché è nell'umana natura cercare un colpevole, e porta come esempio la rabbia che lei prova verso Virginia, l’amante di suo marito. Quando Lisa dice piangendo che forse il marito cercava una donna più bella, Enrico le dice che Alberto non l'ha tradita per quel motivo, ma perché aveva bisogno di sentirsi amato. Proprio quando i due stanno per baciarsi, si riattiva la corrente elettrica. Mia incomincia a sospettare che Lisa abbia una storia con Enrico e lo trova inappropriato, dato che Alberto è morto da poco, ma Lisa le spiega che si sbaglia e che la ragione per cui è così discreta quando si tratta del suo lavoro è perché non ha raccontato a Enrico che ha dei figli. Mia capisce che Romeo ha scritto quella lista perché ha paura di morire, poi va a trovarlo a casa sua e i due si baciano per la prima volta. Lisa va da Virginia la quale capisce che è stata lei a imbrattare la sua auto, poi Lisa le fa notare che lei porta un ciondolo uguale al suo; questo significa che Alberto ne ha regalati due uguali a entrambe. Ma Virginia le spiega che quello è un gioiello di famiglia e che evidentemente ispirandosi ad esso Alberto ne ha fatto fare uno uguale per Lisa. Virginia rivela a Lisa che Alberto era infelice perché Lisa pretendeva sempre troppo da lui, dato che cercava sempre la perfezione nella sua vita. Lisa scopre che Marta ed Enrico sono amanti e questo la disturba. Giusto giunge allo studio, ma fortunatamente Lisa è la prima a trovarlo e avvisa Enrico; Giusto crede ancora di lavorare lì, e dalle sue parole si evince quanta poca considerazione avesse per Enrico, il quale, fuori di sé dalla rabbia, si accanisce contro i suoi colleghi compresa Marta. Poi Giusto dice una frase strana che disorienta il figlio a proposito di un tradimento che non è mai stato perdonato. Lisa non può fare a meno di notare come le parole di Giusto siano uguali a quelle di Enrico, e capisce quindi che è per colpa del padre se lui è diventato un uomo irascibile e cinico.
- Altri interpreti: Miriam Candurro (Virginia Conti), Lidia Vitale (Sign.ra Carsi), Michele De Virgilio (Signor Settimi), Antonio De Matteo (Giulio Carteni), Leonardo Della Bianca (Tommaso Vinci), Fabrizio Rozzi (Alberto, marito di Lisa)

## Tentazioni inattese
- Diretto da: Giulio Manfredonia
- Scritto da: Elena Bucaccio

### Trama
Enrico, dopo la visita del padre, decide di rinnovare l'arredamento degli uffici e di cambiare anche nome allo studio (da "Studio Giusto Vinci" a "Studio Vinci") e organizza una festa per l'inaugurazione. Marta è sempre più triste, avendo incominciato a capire che tra lei e Enrico non c'è futuro e che lui si sta innamorando di un'altra, ma ignora che si tratti di Lisa, con la quale prova a essere amica. Giuseppe, il figlio minore di Lisa, si prepara per lo spettacolo della scuola: farà un gioco di magia e sua madre dovrà fargli da assistente. Intanto lo Studio Vinci segue il caso della proprietaria di un centro benessere che in seguito ad un'operazione chirurgica al seno ha sviluppato un'infezione a causa della quale ha dovuto subire una mastectomia, e ora vuole un risarcimento. La cliente invita Marta e Lisa a passare una giornata nel suo centro benessere, ma Lisa finisce con l'annoiarsi dato che Marta non fa altro che lamentarsi di Enrico. Romeo incomincia la terapia e perde tutti i capelli. Lisa nota i guanti in lattice usati dalla cliente e capisce che forse sono state le proteine contenute in essi a causare l'infezione. Enrico quindi scopre che durante l'operazione è stato usato silicone industriale, che non è anallergico, e quindi la cliente ha diritto a un risarcimento. Lisa va a fare shopping con Marta che cerca un vestito per la festa; anche Lisa trova un abito da sera molto bello. Enrico decide di sbarazzarsi di tutto quello che apparteneva a suo padre, ma Lisa gli suggerisce di tenere almeno qualcosa, perché sicuramente avrà anche qualche bel ricordo legato a Giusto. Durante la festa la bellezza di Lisa non passa inosservata e molti uomini la notano. Anche Claudia, la segretaria dello studio, prende parte alla festa, dando buca al suo fidanzato Nicola con una scusa, ma lui va a trovarla e la sorprende a ballare con Jacopo. Un uomo incomincia a importunare Lisa, ma Enrico la invita a ballare per tenerla lontana da attenzioni poco desiderate. Poi i due si baciano, e Marta capisce che la donna di cui Enrico si sta innamorando è Lisa, sebbene Enrico affermi di averla baciata solo per evitare che venisse importunata, per poi provarci con altre donne. Lisa lascia la festa e raggiunge Giuseppe a scuola facendogli da assistente per il suo numero di magia. Enrico segue il consiglio di Lisa e decide di tenersi la poltrona di suo padre, ripensando a quando lui e Tommaso erano piccoli e suo fratello gli aveva detto che l'avrebbero divisa quando lo studio sarebbe stato loro. Enrico poi trova la foto di un bambino insieme con un biglietto scritto da Giusto in cui si fa riferimento a un figlio illegittimo.
- Altri interpreti: Elisabetta Cavallotti (Sign.ra Sinibaldi), Robert Madison (Giuliano)

## La vita che verrà
- Diretto da: Giulio Manfredonia
- Scritto da: Elena Bucaccio

### Trama
Lisa continua a ricevere chiamate sul suo cellulare da uomini a cui ha dato il numero alla festa e che vorrebbero uscire con lei, mentre Enrico, dopo aver passato la notte con una donna, la tratta con freddezza e la manda via. Il suo pensiero va alla foto e al biglietto trovato. Marta, avendo capito che Lisa può essere una pericolosa rivale in amore, cerca di convincerla a uscire con gli uomini che le telefonano, ma Lisa pensa solo ad Enrico, è lui l'unico che vuole. Enrico prende in mano il caso di Monica e Susanna, due ragazze scambiate alla nascita. La madre di Monica (cioè la madre biologica di Susanna) vuole intentare causa all'ospedale, ma Enrico scopre che la donna era venuta a conoscenza dello scambio di culla già da qualche anno, quindi il suo diritto di fare causa è caduto in prescrizione, ma Susanna, la vera figlia, avendolo scoperto da poco, può invece intentare la causa. Quest’ultima però, ora che ha scoperto che sua madre pur sapendo dello scambio per anni ha evitato di cercarla, non vuole più aver nulla a che fare con lei, specialmente perché ha compreso che le due (madre e figlia scambiata) volevano solo il denaro per pagare l'università a Monica. Mia cerca di non darlo a vedere, ma da quando Romeo ha perso i capelli ha paura della sua malattia e cerca di evitarlo. Claudia, per fare pace con Nicola, decide di lasciare lo Studio Vinci e quindi viene sostituita da una donna molto più capace di lei. Jacopo ne rimane deluso. Claudia rovescia il caffè sull'abito di Enrico e lui ordina a Lisa di portarlo in lavanderia. Dentro la tasca Lisa trova il biglietto scritto da Giusto e scopre così dell'esistenza del figlio illegittimo. Enrico difende una banca, dato che un certo Cafiero, accusando la banca di aver portato suo padre, gestore di una lavanderia, a morte prematura a causa dei debiti sempre più pressanti, è entrato nei loro uffici compiendo atti di vandalismo. Cafiero va allo Studio Vinci e colpisce con un pugno Enrico, colpevole di difendere la banca, nonostante sia lui che suo padre siano sempre stati affezionati clienti della sua lavanderia. Enrico, furioso per come Cafiero lo ha trattato, decide di sporgere querela. Lisa non è d'accordo, non approvando la vendetta, ma Enrico le impone di testimoniare con la minaccia di licenziarla. Perla convince Mia a trovare il coraggio di vedere Romeo e la accompagna a casa sua, ma la ragazza scopre che Romeo è in compagnia di un'altra ragazza, Greta. Lisa va a uno speed date per incontrare Susanna e persuaderla a intentare causa all'ospedale. Per convincerla le rivela che quando ha scoperto che Alberto, il marito morto, l'aveva tradita, era distrutta, ma poi ha reagito e ha superato il dolore, perché se non lo avesse fatto Alberto l'avrebbe avuta vinta; le fa capire che deve lasciarsi la rabbia alle spalle. Susanna capisce che Lisa ha ragione e fa causa all'ospedale, che elargisce un cospicuo risarcimento. Inoltre la ragazza decide di provare a parlare con sua madre e a perdonarla. Enrico si complimenta con Lisa per come ha gestito la cosa. Lisa decide di uscire a cena con uno degli uomini che le hanno telefonato. Enrico va con Marta nello stesso ristorante, ma è evidente che vuole tenere d'occhio Lisa. Delusa dal corteggiatore, Lisa se ne va e chiama un taxi, ma vi trova Enrico e gli confessa di aver letto il biglietto nella sua giacca. Lo accusa di essere un vigliacco, che non permette a nessuna donna di avvicinarsi emotivamente a lui per paura di soffrire, nascondendosi dietro a una fredda razionalità. La vita, dice a Enrico, per essere vissuta in pieno deve essere necessariamente piena di rischi. I due si scambiano un lungo bacio appassionato, ma subito dopo lui la invita a scendere dal taxi. Lisa va ad un altro appuntamento che però, di nuovo, finisce male, ma per puro caso, all’uscita dal ristorante, incontra un uomo molto affascinante, Fabrizio Del Corso, che gentilmente la riaccompagna a casa. Enrico convince il direttore della banca a restituire a Cafiero la lavanderia e a trovare un compromesso ragionevole che soddisfi entrambi, spiegando che le loro procedure di pagamento sono al limite della legge e che devono essere riviste. Comunque Enrico non rinuncia a querelare Cafiero, non accettando che abbia usato la violenza per risolvere i suoi problemi. Claudia, con grande felicità di Jacopo, torna a lavorare allo Studio Vinci dopo aver lasciato Nicola, quindi la sua sostituta lascia lo studio. La donna aveva capito che Lisa era innamorata di Enrico e l’aveva messa in guardia: non va mai a finire bene quando una donna si innamora del suo capo.
- Altri interpreti: Pilar Fogliati (Susanna Mortali), Manuela Ungaro (Monica Corsi), Patrizia La Fonte (Teresa Corsi), Beppe Convertini (Lorenzo), Robert Madison (Giuliano), Simon Leon Niosi (Enrico Vinci, da bambino), Gennaro Cuomo (Cafiero).

## Premio o castigo
- Diretto da: Giulio Manfredonia
- Scritto da: Elena Bucaccio

### Trama
Lisa scopre che Fabrizio insegna nella scuola dove studia la figlia. Lui le chiede di uscire insieme, ma Lisa, benché non sia indifferente al suo fascino, è ancora presa da Enrico. Ciò che la ostacola in questo rapporto è l'atteggiamento aggressivo tenuto dal suo capo nei suoi riguardi. Claudia dice a Lisa che gli uomini sono emotivamente aggressivi con una donna solo quando sono innamorati ma non sanno come esprimersi, e in effetti Lisa in parte è attratta da Enrico proprio perché la tratta male. Mia odia vedere Romeo insieme a Greta, la sua nuova ragazza, ma Romeo sottolinea la superficialità e l'ipocrisia di Mia facendole notare che Greta gli è stata accanto durante la malattia mentre Mia non ha fatto altro che evitarlo. Enrico prende il caso del colonnello Loffredo, la cui figlia Margherita è morta in un rave party per overdose da extasy. L’uomo vuole sporgere denuncia contro l'organizzatrice della festa, Vittoria, e anche se Il caso non può essere trattato in sede penale almeno vuole provare a farlo in sede civile. Vittoria è pronta a risarcire il colonnello, ma Enrico incomincia a insospettirsi perché ritiene che se Vittoria vuole offrire quella somma è perché sicuramente nasconde qualcosa. Lisa aiuta Marta a rappresentare sua madre Elda, severa insegnante di ballo, accusata di aver causato una frattura alla gamba a una sua allieva di danza. Marta trova sospetto che l'ambulanza sia arrivata così presto e decide di fare delle ricerche, e Lisa scopre che l'ambulanza era nei paraggi perché aveva avuto una segnalazione di un infortunio con lo skateboard. Lisa capisce che la bambina si era fatta male proprio con lo skateboard e non danzando. Lisa ed Enrico vanno al circolo nautico per parlare con i ragazzi che erano alla festa e loro ammettono di aver portato della droga. Una di loro dice a Lisa che faceva molto caldo e che ci sono stati dei casi di disidratazione, e Lisa suggerisce ad Enrico che le alte temperature percepite dagli invitati alla festa potrebbero essere sospette. Lisa vede una foto dei genitori di Enrico, che erano stati per anni soci del circolo, e nota la forte somiglianza tra lui e la madre. Enrico va a casa di Lisa, ma lei lo porta nell'appartamento di Perla per evitare che lui veda i suoi figli. Enrico le chiede di fare una ricerca sui lavori della società idrica che opera nelle vicinanze del luogo dove si è tenuta la festa. Enrico per la prima volta mostra a Lisa un lato emotivo, spiegandole che odia i bugiardi al di sopra di tutto; aggiunge che la paura più grande delle persone è quella di essere viste nella loro parte più privata, ma il bel momento si interrompe quando Lisa accenna alla faccenda del figlio illegittimo, così che Enrico la accusa di essere inopportuna. Enrico informa Vittoria che il caso ora può passare in sede penale, avendo scoperto che lei aveva pagato la società idrica affinché rimandasse i lavori di qualche giorno, così che, mancando l'acqua corrente alla festa, lei avrebbe potuto vendere più facilmente le sue bottiglie d'acqua, ben sapendo che l'extasy alza la temperatura corporea. La famiglia della bambina ritira la denuncia contro Elda: infatti la piccola non voleva più fare danza e non aveva il coraggio di dirlo ai genitori. Lisa si prende il merito di tutto e viene elogiata da Elda, benché l'idea di controllare gli spostamenti delle ambulanze fosse stata di Marta. Questo non fa altro che accrescere l'astio che Marta nutre per Lisa. Enrico incomincia ad apprezzare Lisa e la invita a  fumare con lui un sigaro per festeggiare la vittoria, come faceva sempre il padre; poi la invita a cena, ma il tutto va a monte quando Enrico si ricorda di aver già invitato a cena l'avvocato di Vittoria. Lisa, dopo questa ennesima umiliazione, decide di uscire con Fabrizio, avendo compreso che non può fare l’errore di invaghirsi sempre di uomini cattivi. Lei e Fabrizio, sotto la pioggia e coperti dall'ombrello, si scambiano un bacio romantico.
- Altri interpreti: Gianni Bissaca (Colonnello Ascanio Loffredo), Rossana Ferrara (Vittoria), Valentina Melis, Imma Piro (Elda Castelli, madre di Marta)

## Vestito o maschera?
- Diretto da: Giulio Manfredonia
- Scritto da: Elena Bucaccio

### Trama
Dato il modo in cui Lisa ha condotto il caso di Elda, Enrico che la premia regalandole un tailleur; lei, ovviamente, non riesce a nascondere la felicità di fronte agli altri colleghi, anche se in realtà si è presa in parte anche i meriti di Marta, visto che era stata lei a condurre il caso. Lisa incomincia a diventare troppo intraprendente, tanto che propone a Enrico di gestire da sola il caso di Roberta, una madre single accusata di violenza sul suo bambino, che sembra soffrire dei sintomi della sindrome del bambino scosso. Enrico accetta, ma se Lisa dovesse perdere si dovrà accontentare di svolgere umili mansioni senza più prendere iniziative. Enrico lavora al caso di Alessio, l'autista di suo padre, che gli è molto legato. La sua compagnia vuole licenziarlo perché si trucca da pagliaccio, ma si scopre il probabile motivo del suo strano comportamento: sua moglie è morta in un incidente stradale e alla guida dell'auto c'era proprio Alessio. Mia e Romeo non sono in buoni rapporti. Lei cerca di ricucire la loro amicizia e Romeo le suggerisce di farsi amica Greta, quindi Mia le propone di organizzare la festa in onore di Romeo nel giardino a casa sua, ma Greta, sebbene all'apparenza accetti l’offerta, si prende gioco di lei e organizza la festa in un night club. Romeo, non tollerando che Greta ridicolizzi così la sua amica, prende le difese di Mia e i due fanno pace. Fabrizio va a trovare Lisa al lavoro e la bacia davanti a Enrico, che, nonostante non lo dia a vedere, è geloso. Lisa, stressata per aver accettato la sfida di seguire da sola il caso di Roberta, arriva al punto di sfogare la sua frustrazione con Giuseppe e lo maltratta, ma poi, capendo di essersi comportata male, si scusa con lui. Lisa dice ad Enrico che secondo lei  Alessio si sente in colpa per aver prestato più attenzione al lavoro che alla moglie. Lisa affronta il caso di Roberta sostenendo che lo stress da lavoro potrebbe aver alterato il suo stato d'animo, ma così facendo la sua cliente passa per una madre violenta e Lisa rischia di perdere la causa. A questo punto interviene Marta, che aveva scoperto che il bambino aveva subito un avvelenamento da metanolo, con sintomi molto simili a quelli della sindrome del bambino scosso. Infatti nella fabbrica dove lavora Roberta tratta il metanolo: il suo organismo lo ha assorbito e il suo latte materno ne è pregno. In realtà Marta aveva avuto quelle informazioni mediche molto prima e avrebbe potuto usarle per aiutare Lisa, ma ha preferito farle fare la figura dell'incapace. Lisa ora non potrà più collaborare ai casi, dato che ha dimostrato di non essere ancora pronta per fare l'avvocato. Enrico difende Alessio, ma lui decide di levarsi il trucco e di tornare a essere professionale, quindi lo ringrazia per aver preso le sue parti affermando che Enrico non è cinico ed egoista come suo padre. Enrico va da Giusto e gli chiede spiegazioni sul biglietto riguardante il figlio illegittimo, ma a causa dell'alzheimer il padre pronuncia frasi sconnesse come "Lui ha distrutto la mia famiglia". Alessio rivela a Enrico che 30 anni prima su richiesta di Giusto aveva comprato una casa a Roma e gli dà l'indirizzo.
- Altri interpreti: Alfredo Pea (Alessio Soviero), Pina Turco (Roberta Fiore)

## Dire, fare, combaciare
- Diretto da: Giulio Manfredonia
- Scritto da: Elena Bucaccio

### Trama
Enrico segue il caso del cardinale Balestra e gli fa credere che Lisa è la sua fidanzata e che si chiama Sabina. Spiega a Lisa di essersi inventato questa menzogna perché il cardinale, essendo all'antica, si sentirebbe più al sicuro nelle mani di un avvocato con una fidanzata fissa. Jacopo vorrebbe portare Claudia in un ristorante di classe, ma non se lo può permettere. Lisa costringe Enrico a pagare la cena anche a Jacopo e a Claudia nello stesso ristorante in cui ceneranno con il cardinale, minacciandolo, in caso contrario, di non assecondare la finzione. L'obiettivo di Enrico è quello di convincere il cardinale a fare causa all'ONG che per poco non lo aveva accusato di appropriazione indebita. Lisa e Enrico vanno a cena con il cardinale e litigano come se fossero una vera coppia, tradendo alle volte un sincero sentimento amoroso. Lisa rivela al suo capo di avere scoperto che lui è andato a Roma per indagare sul figlio illegittimo del padre, e di essere orgogliosa di lui. Il cardinale accetta di fare causa all'ONG, mentre Jacopo, che è a cena con Claudia, le confessa il suo amore e la mette a disagio. Mia a lezione di nuoto conosce un ragazzo molto carino di nome Giacomo e i due incominciano a uscire insieme facendo ingelosire Romeo. Enrico riporta a casa Lisa e le confessa di aver conosciuto, nella casa di Roma, un ragazzo di nome Lorenzo, figlio di un avvocato. Tutto fa supporre che sia il figlio illegittimo di Giusto e che quest'ultimo avesse avuto una seconda vita e dunque avesse tradito sua madre. Enrico ritiene che Lorenzo debba sapere la verità, ma Lisa afferma che la scelta giusta è che il ragazzo resti all'oscuro di tutto. L'ONG non accetta di risarcire il cardinale minacciando di far sapere in giro che questi ha un’amante: infatti è stato fotografato mentre era in compagnia di una donna. Lisa sostiene che le foto non sono una prova del fatto che abbia veramente un'amante. Enrico rintraccia la donna, che si chiama Antonia e gli spiega che non è l'amante del cardinale, ma che Balestra le aveva solo consigliato di testimoniare contro la camorra. Lisa si gode una serata con Fabrizio, ma poi Enrico le telefona per chiederle di aiutarlo. Fabrizio le consiglia di non farsi illusione perché sicuramente la chiamata del suo capo non avrà a che vedere con il caso ma con qualche mansione umiliante, perché a conti fatti anche se Enrico a volte vede Lisa come una confidente poi la tratta male, oltre al fatto che le dà incarichi troppo difficili solo per la soddisfazione di vederla fallire. Lisa sceglie di non ascoltare le raccomandazioni di Fabrizio a va da Enrico scoprendo che gli serviva solo un passaggio dato che l'auto non funziona, e capisce che Fabrizio ha ragione. Lisa decide per una volta di tenergli testa e invece che accompagnare Enrico a casa lo porta alla fermata del taxi avendo capito che Enrico vuole qualcuno con cui confidarsi ma non ha il coraggio di ammetterlo e mette Lisa nella posizione di aprirsi con lei facendole fare la figura della ficcanaso, infine lo fa scendere alla fermata dicendogli che il loro da adesso sarà un rapporto unicamente professionale. Chiarito l'equivoco di Antonia, l'ONG si vede costretta a risarcire il cardinale dato che rischiava di interferire con un'indagine della polizia anti mafia aggravando la loro situazione, inoltre Antonia ha deciso di testimoniare contro la camorra chiedendo a Enrico di rappresentarla come avvocato. Il cardinale ha capito che Lisa non si chiama Sabina e che non è nemmeno la fidanzata di Enrico ma gli consiglia di tenersela stretta. Claudia confessa a Jacopo che pure lei prova dei sentimenti per il ragazzo ma essendo solo un'umile segretaria sente di non essere alla sua altezza perché lei è convinta che un giorno Jacopo diventerà un grande avvocato, ma lui poi alla fine la bacia. Enrico ritorna a Roma e decide di incominciare a frequentare Lorenzo e sua madre sotto falso nome.
- Altri interpreti: Luigi Petrucci (Cardinale Balestra), Veronica Mazza (Antonia Cozzolino), Daniele Rampello (Giacomo), David Capoccetti (Lorenzo, fratellastro di Enrico), Francesca Romana De Martini (madre di Lorenzo).

## Fidarsi...è bene?
- Diretto da: Giulio Manfredonia
- Scritto da: Elena Bucaccio

### Trama
Enrico, tornato a Roma, inizia a legare con Lorenzo, il quale ignora che l’avvocato sia suo fratello, e gli insegna a giocare a pallacanestro. Tornato a Napoli, Enrico va a cena in un ristorante dove vede Fabrizio aggredire un cliente. Subito lo porta fuori e lo convince a calmarsi, e Fabrizio gli rivela che l'uomo contro cui si era accanito era suo padre. Quando Lisa arriva al lavoro, resta colpita nell'apprendere che Enrico ha preso Fabrizio come suo cliente. L’avvocato le spiega che il padre di Fabrizio aveva abbandonato lui e il fratello Luigi quando erano ancora due ragazzi. In passato l’uomo aveva intestato a Fabrizio una villa a Positano, ma quando cercò di riconciliarsi con loro convinse Fabrizio a restituirgliela; ora Fabrizio ha scoperto che il padre vuole venderla per due milioni di euro e che il ricavato andrà ai figli avuti dalla sua nuova moglie, mentre Fabrizio e Luigi non avranno nulla. Fabrizio rivuole la villa, non per sé stesso, ma per Luigi, dato che questi è un ragazzo molto problematico e la villa era l'unica cosa che Fabrizio poteva lasciargli. Enrico gli spiega che solo in caso di sopravvenienza di figli la villa potrebbe essere nuovamente intestata a lui. Marta è piuttosto sospettosa del viaggio che Enrico aveva fatto a Roma e incomincia a pensare che il suo capo stia facendo delle manovre di cui lei è all'oscuro. Romeo lascia Greta, non essendo innamorato di lei, invece Giacomo porta Mia in un ristorante molto elegante e i due si baciano. Lisa capisce che in fondo Enrico ha deciso di aiutare Fabrizio anche per tenere d'occhio la sua relazione con lei, essendo geloso di vederla con un altro.
Enrico manda Lisa in archivio per digitalizzare tutto il materiale cartaceo; qui viene raggiunta da Marta, che le promette di aiutarla a fare carriera quando diventerà socia dello studio, a patto che la tenga informata su ciò che riguarda Enrico, ad esempio sul viaggio a Roma. Lisa però non è intenzionata a dirle nulla. Marta per ripicca la informa che Fabrizio ha un figlio che le aveva tenuto segreto e che ora è nello studio di Enrico. Lisa li raggiunge e scopre che Marta le ha detto la verità: sembra che Fabrizio abbia un figlio. Jacopo e Claudia incominciano una relazione clandestina (nello studio sono vietate le relazioni tra colleghi) e Lisa li sorprende insieme. Romeo va a casa di Mia e le confessa ciò che prova per lei; i due si baciano. Fabrizio rivela a Lisa che quel bambino non è suo, ma di suo fratello Luigi; anche Marta ed Enrico lo avevano capito. Marta cerca di sedurre Enrico ma lui la respinge, non essendo minimamente interessato a lei. Ormai Marta non può più ignorare la realtà dei fatti: Enrico si è innamorato di Lisa, e la ragione per cui l'aveva mandata in archivio era per proteggerla dalle bugie di Fabrizio. Anche Lisa capisce che Enrico voleva proteggerla e lo ringrazia; è consapevole che Fabrizio ha sbagliato perché la sua era una truffa, però spiega a Enrico che a volte il mondo è ingiusto e le persone sono costrette a mentire. Lei però non se la sente di giudicare: se lo facesse sarebbe una persona sola e cinica. Enrico crede che il commento sia rivolto a lui, ma Lisa afferma che l'avvocato non è una persona cinica e che il fatto che l'abbia protetta ne è la dimostrazione; poi i due si baciano e lei imbarazzata si scusa. Arriva Fabrizio ed Enrico gli suggerisce di minacciare il padre di fare un'indagine sulla sua vita fiscale, perché solitamente quando si intestano proprietà milionarie a un figlio è per nascondere qualcosa. A quel punto forse il padre di Fabrizio sarà più flessibile e potrebbe decidere di cedere nuovamente la villa al figlio. Enrico lo avvisa che questa scelta provocherà la fine del loro rapporto, ma Fabrizio afferma di aver perso suo padre tanti anni prima.
- Altri interpreti: David Capoccetti (Lorenzo, fratellastro di Enrico), Daniele Rampello (Giacomo), Luca Lucidi (Fabio, nipote di Fabrizio), Chiara Causa (Patrizia Corradi), Bruno De Stephanis.

## La forza della debolezza
- Diretto da: Giulio Manfredonia
- Scritto da: Elena Bucaccio

### Trama
Enrico si comporta come se il bacio tra lui e Lisa non abbia significato nulla, anche se è evidente che odia vederla con Fabrizio. La donna scopre che Enrico ha preso come cliente Rocco, il marito di Perla: infatti i due stanno divorziando e Perla ha addirittura tagliato in due tutta la roba del marito. Fortunatamente Enrico non ha ancora scoperto che lei è la tata dei figli di Lisa, che decide di dirlo ai suoi colleghi prima che Enrico lo scopra. Proprio quando sta per farlo, un uomo spara a Enrico, colpevole di essere andato a letto con sua moglie, per poi costituirsi alla polizia. Lisa lo accompagna in ospedale; fortunatamente la pallottola non ha danneggiato organi vitali e in pochi giorni dovrebbe rimettersi. Rocco è ancora innamorato di sua moglie, ma vuole lasciarla perché lei lo ha tradito; inoltre Perla da qualche tempo era cambiata e lui non ne capiva la ragione. Altro motivo di disaccordo è che Perla non ha mai voluto avere figli. L'unica persona da cui Enrico vuole farsi accudire è Lisa, che quindi lo accompagna a casa; si rende conto così di quanto sia triste la vita privata di Enrico, che infatti ha solo amanti occasionali e nemmeno un amico. L’avvocato informa Lisa che hanno in pugno la vittoria del caso del divorzio di Perla, perché il suo rifiuto di avere figli crea, secondo le regole del matrimonio cattolico, gli estremi per l'annullamento. Perla, dunque, non riceverà nulla. Lisa cerca di far ragionare l’amica e le consiglia di accettare le condizioni di Rocco, altrimenti resterà senza niente, ma lei è irremovibile. Lisa l’accusa di essere una ragazzina viziata, Perla dal canto suo afferma che Lisa è una vigliacca, perché ama Enrico ma si accontenta di Fabrizio, sebbene tra loro non ci sia una reale passione, perché ha paura di soffrire. Lisa va a casa di Enrico e lo trova con la febbre alta; lui afferma di non ricordare nemmeno chi fosse la donna con cui era andata a letto e di non aver saputo che fosse sposata. Ammette tra l'altro che Lisa è l'unica persona di cui si fida; apprezza il modo in cui lo accudisce e la ringrazia per avergli dato il coraggio di incontrare Lorenzo, anche se questo lo ha portato a odiare di più suo padre perché quel figlio dimostra che, oltre a tradire la moglie, Giusto aveva anche distrutto il matrimonio di Ada (la madre di Lorenzo). Enrico, proprio come il padre Giusto, ha appena distrutto un matrimonio e ora sente di essere come lui. Enrico e Lisa si baciano e lei si addormenta con lui. Quando si risveglia torna a casa, dove trova Perla e le dice che se veramente Rocco la rendeva infelice, allora può anche perdonarsi per averlo tradito. Perla le spiega che lei era felicissima con suo marito, ma aveva scoperto di non poter rimanere incinta e invece di dirgli la verità lo aveva tradito. Lisa le consiglia di dirgli la verità, e le confessa che la considera la sua migliore amica. Enrico si riprende e torna allo studio, mentre Perla, seguendo il consiglio di Lisa, racconta la verità a Rocco; lui la perdona e torna insieme con lei. I genitori di Jacopo vengono a trovarlo, ma il ragazzo non ha fatto altro che raccontare bugie sulla sua vita: ad esempio che è socio dello studio e che la sua fidanzata è una brillante scienziata specializzata in fisica nucleare. Claudia ed Enrico non approvano quello che fa, ma non possono fare a meno di reggergli il gioco. Enrico bacia davanti a Lisa l'avvocatessa di Perla, e poi esce con lei, anche se è evidente che lo fa solo per convincere Lisa, ma soprattutto sé stesso, che quel bacio tra loro non ha significato nulla. Mia continua a uscire sia con Romeo sia con Giacomo; con quest'ultimo ha molte più cose in comune, ma non c'è mistero nello loro storia, quindi lo lascia, avendo capito di amare solo Romeo. Lisa lascia Fabrizio, nonostante sia praticamente l'uomo perfetto, ovvero rappresenti tutto quello che lei ha sempre voluto dalla vita; ora però ha capito che Enrico è l’unico che ama veramente, perché le fa mettere in discussione la sua vita e la sua identità. Fabrizio la mette in guardia dicendole che Enrico la farà sicuramente soffrire, ma rispetta la sua scelta.
- Special Guest Star: Antonio Gerardi (Rocco Tancredi, marito di Perla)
- Altri interpreti: Patrizia Loreti (Bea Lombardi, madre di Jacopo), Massimo De Rossi (Sign. Lombardi, padre di Jacopo), Eleonora Albrecht (Avv. Lavinia Esposito), Daniele Rampello (Giacomo), Massimiliano Buzzanca (allenatore di nuoto), David Capoccetti (Lorenzo), Angelo Monacelli.

## Occhio per occhio, cuore per cuore
- Diretto da: Giulio Manfredonia
- Scritto da: Elena Bucaccio

### Trama
Lisa è riuscita finalmente ad estinguere l'ipoteca sulla casa, dopo aver incassato il denaro dell'assicurazione sulla vita di Alberto, ma le cose con Enrico non riescono a procedere. Non gli ha nemmeno detto di aver lasciato Fabrizio, e inoltre è delusa perché Enrico ha fatto condannare l'uomo che gli ha sparato, nonostante gli abbia distrutto il matrimonio. Virginia, l’amante del marito di Lisa, va allo Studio Vinci e le chiede di aiutarla economicamente con il denaro dell'assicurazione appena ricevuto, affermando di aver prestato del denaro ad Alberto prima della sua morte. Lisa ha già usato quel denaro per riscattare la casa. La donna scopre che Virginia ha un bambino di pochi mesi, Paolo, che dice essere figlio di Alberto; sostiene quindi di avere diritto a quei soldi ed è pronta a citarla in giudizio. Lisa è disperata, si sente ferita come non mai avendo scoperto che il marito ha avuto un figlio da un'altra. Enrico, sorprendentemente, è di conforto alla donna e decide di rappresentarla come avvocato, con l'aiuto di Jacopo. Chiederà una diffida contro Virginia così che le venga imposto di non avvicinarsi più a Lisa; inoltre la informa che Virginia potrà avere accesso a quei soldi solo se si accerta che Paolo è effettivamente il figlio di Alberto, cosa che sarebbe possibile solo con un test del DNA, che si può eseguire solo con del materiale genetico; questo però non è disponibile in quanto Alberto è stato cremato. Lisa accompagna Enrico alla clinica dove Giusto è in cura: l’anziano padre dell’avvocato ha avuto una crisi polmonare e a breve morirà. Enrico vede che il padre ha sul comodino delle foto della moglie e di Tommaso, ma nemmeno una sua, e decide di andarsene. Lisa però ritiene che Enrico dovrebbe stare vicino a Giusto o almeno avvertire Lorenzo, dato che a quanto pare è suo figlio, ma Enrico si rifiuta di farlo. Virginia viene convocata allo Studio Vinci dove esibisce un test del DNA che accerta al cento per cento che Paolo è figlio di Alberto. Il tessuto genetico di Alberto è stato prelevato dal kit per la barba che Alberto conservava nel suo pied-à-terre a Parigi. Enrico fa capire a Virginia che non ha elementi a suo favore perché il test del DNA è stato fatto in un laboratorio privato, quindi bisogna accertarne l'attendibilità e comunque provare che quel kit per la barba sia effettivamente di Alberto; aggiunge che Lisa non è costretta a confermarlo. Lisa però dice a Enrico, senza che Virginia possa sentirla, che quel kit per la barba è veramente di Alberto, ed è stata lei a regalarglielo. Enrico prende il caso di Valpreda, il miglior amico di Giusto, andato in pensione lasciando al figlio Riccardo la sua impresa, ma il figlio la sta mandando verso la bancarotta a causa di pessimi investimenti, e Valpreda rivuole il suo posto di amministratore. Riccardo era un amico di Tommaso, e Enrico lo conosce bene e sa che è un manager competente, quindi analizza la contabilità e capisce che Riccardo non ha fatto pessimi investimenti, ma sta rubando soldi alla sua stessa società intestandoli a società fantasma, e quando l'azienda del padre finirà in rovina Riccardo ne fonderà una sua, e potrà vendicarsi del padre che non gli ha mai dato fiducia. Enrico, Marta e Lisa cercano di far ragionare Riccardo, che rischia una denuncia per conflitto di interesse e dovrà rispondere per danni, oltre al fatto che il padre potrà subentrare nuovamente come amministratore. Lisa va da Virginia e la porta a vedere l'appartamento dove vive con i figli, spiegandole che Alberto non aveva più un soldo e che lei è stata costretta a cercarsi un lavoro per mantenere i figli; questa è un'altra prova della meschinità di Alberto che non aveva mai detto a Virginia dei suoi problemi economici. Virginia confessa a Lisa che Alberto le aveva rivelato di essere sposato solo dopo che si era innamorata di lui. Lisa decide di riconoscere il piccolo Paolo come figlio di Alberto e promette a Virginia che venderà la casa dandole metà del ricavato, perché ha capito che Alberto le ha ingannate entrambe. Mia sente la conversazione e scopre che il padre era un adultero; rimane sconvolta perché lei lo aveva sempre messo su un piedistallo ed era sempre stata dura con Lisa dopo la morte del padre. Romeo le spiega che anche gli adulti sbagliano ma questo non deve rovinare il bel ricordo che ha di lui, poi Mia si scusa con Lisa per essere stata così severa con lei. Enrico informa Lisa di aver scoperto che Paolo non è il figlio di Alberto; si era insospettito quando Virginia aveva affermato che il test assicurava che erano padre e figlio al cento per cento, ma non esiste l'assoluta compatibilità nei test del DNA. Secondo Enrico il padre del piccolo deve essere il socio di Virginia che ha abbandonato il negozio quando era sull'orlo del fallimento. Lisa però lo informa che, comunque, darà ugualmente a Virginia i suoi soldi perché lei deve essere migliore di Alberto, aggiungendo che anche Enrico deve provare a essere migliore di Giusto. Enrico non capisce perché Lisa lo stia facendo, e lei gli spiega che è insensato continuare a soffrire per la morte di Tommaso e il tradimento di Alberto, perché amare significa anche affrontare il rischio di soffrire. Infine gli rivela che ha lasciato Fabrizio e che a dispetto dei difetti di Enrico lei lo ama. Enrico, felice di sentire queste parole, la bacia, ma proprio quando stavano per fare l'amore si tira indietro, perché non ha il coraggio di accettare il genuino amore di Lisa. Per la prima volta Enrico fa cadere la maschera dell'arroganza, facendo capire a Lisa che lui è privo di autostima: non ritenendosi un brav'uomo, è convinto che se la facesse entrare nella sua vita la farebbe solo soffrire. Claudia convince Jacopo a fare domanda per l'esame di stato e diventare così avvocato, mentre Enrico, nonostante possa estromettere Riccardo come amministratore grazie al materiale che ha raccolto, lo convince a riassumere suo padre e a dirigere la società insieme a lui, così avrà modo di riscattarsi e recuperarne la fiducia. Lisa ringrazia Enrico per non essere andato fino in fondo con lei, perché se ne sarebbero pentiti. Enrico le rivela che, prima che suo padre lo convocasse a Napoli per aiutarlo con lo studio, lui viveva a Londra, e un tempo anche lui cercava un contatto più intimo ed emotivo nelle sue relazioni amorose. Poi, senza sbilanciarsi nei dettagli, le confida che a Londra era successo qualcosa che lo aveva cambiato, facendolo diventare l'uomo emotivamente distante che è ora. Sembra che pure Enrico nasconda un segreto a Lisa, infatti quando lei gli domanda cosa sia successo, prima sembra sul punto di confessarle qualcosa di importante, ma poi si mette sulla difensiva, trattandola con ostilità e mandandola via. Virginia fa avere a Lisa una lettera nella quale ammette che Paolo non è il figlio di Alberto, aggiungendo che non la rivedrà più, ma soprattutto si dice convinta che fra le due Alberto avrebbe scelto Lisa. Enrico porta suo padre al circolo nautico. Giusto ormai ha capito che gli resta poco da vivere e accetta la morte, incoraggiando suo figlio a lottare perché solo chi ha il coraggio di combattere può essere felice. Continua affermando che Enrico è la persona migliore che ci sia, ma il bel momento viene rovinato quando Enrico capisce che suo padre lo sta confondendo con Tommaso, ennesima conferma che non prova nessun affetto per lui. Enrico è furioso, esasperato e sconvolto.
- Special Guest Star: Antonio Gerardi (Rocco Tancredi)
- Altri interpreti: Miriam Candurro (Virginia Conti), Augusto Zucchi (Igegner Ettore Valpreda), Ivan Bacchi (Riccardo Valpreda).

## A carte scoperte
- Diretto da: Giulio Manfredonia
- Scritto da: Elena Bucaccio

### Trama
Giusto è morto e Lisa resta vicina a Enrico durante il funerale, ma lui non soffre per la morte del padre e chiede a Lisa di prenderne tutti gli effetti personali dalla clinica. Lisa ammette di amare Enrico, ma dice di aver maturato la convinzione che lui non la ricambierà mai, non essendo una persona che si lega agli altri; quindi decide di licenziarsi e trovare un altro lavoro per non doverlo più rivedere. Romeo deve andare a Roma per delle analisi sulla sua salute e Mia decide di accompagnarlo; visto che i due dovrebbero passare una notte nella capitale, Lisa non è d'accordo, ma poi cambia idea e dà il suo consenso. Allo Studio Vinci arriva un avvocato di nome Emiliano, ex socio del padre di Enrico, insieme al quale aveva aperto lo studio. L’uomo presenta a Enrico un documento firmato da Giusto nel quale egli attestava che Emiliano avrebbe potuto rilevare la metà delle quote in suo possesso quando lo avesse ritenuto opportuno. Enrico non si fida di lui, ma Emiliano arriva a ricattarlo: sapeva infatti che Giusto soffriva di alzheimer e che non era in pensione. Enrico rischierebbe di finire nei guai se lo si venisse a sapere, dato che ha violato la legge firmando più volte a nome del padre. Emiliano vuole solo dei soldi in cambio della restituzione delle sue quote, e quando Lisa gli chiede per quale motivo a suo tempo aveva lasciato lo studio, lui risponde di averlo fatto perché "si era innamorato della donna sbagliata". Marta, scoperta la malattia di Giusto tenuta nascosta da Enrico, è furiosa con lui, ma soprattutto non sopporta che Lisa lo sapesse e lei no. Enrico chiede a Marta di fare una perizia calligrafica sul documento mostrato da Emiliano, quindi va a cena con lui e Lisa, che si ubriaca e inizia a parlare troppo. Emiliano rimane turbato quando Lisa gli rivela quanto fosse difficile il rapporto tra Enrico e il padre. Enrico riaccompagna Lisa a casa e lei si scusa per la brutta figura, ma cerca anche di fargli capire che lui sarebbe più felice se provasse a essere devoto a una sola donna, se avesse al suo fianco quella giusta. Enrico, pur tradendo un sincero desiderio di voler stare solo con Lisa, l'unica per cui prova dei sinceri sentimenti, rimane fermo nella sua posizione, ritenendo che non sarebbe mai in grado di essere per lei un buon compagno. Poi, proprio quando Enrico e Lisa stavano per baciarsi, lei preferisce chiudere la serata e tornare a casa. Marta informa Enrico di aver scoperto grazie a delle ricerche che Emiliano è il classico avvocato fallito: due anni prima era stato licenziato da un altro studio, e a quanto pare aveva abbandonato la moglie e il figlio, che si rivelano essere rispettivamente Ada e Lorenzo, il presunto fratello di Enrico. Quest'ultimo fa convocare Emiliano allo studio e gli rivela che Ada lo aveva tradito con Giusto e che quest'ultimo è il vero padre di Lorenzo, ma Emiliano gli spiega che non è così. Lisa ne trova conferma guardando tra la roba di Giusto, dove trova una foto di Emiliano insieme con Rossella (la madre di Enrico) dalla quale si capisce che erano amanti. Emiliano rivela a Enrico, in presenza di Lisa, che Ada non era l'amante di Giusto e Lorenzo non era figlio loro. Era stata invece Rossella a tradire Giusto con Emiliano, e dalla relazione era nato Enrico: è lui il figlio illegittimo di cui parlava il biglietto di Giusto non Lorenzo. Dopo la nascita di Tommaso il matrimonio di Giusto entrò in crisi, lui in procinto di diventare un avvocato in carriera era totalmente assorbito dal suo lavoro, incapace di essere un marito amorevole, Rossella si sentiva sola e si innamorò, ricambiata, di Emiliano, e quando quest'ultimo la mise incinta decise di scappare con lui, ma Emiliano non trovò il coraggio di farlo, anche perché Giusto gli offrì dei soldi per sparire con la promessa che avrebbe cresciuto lui Enrico amandolo come un figlio. Soltanto adesso Emiliano ha capito di aver commesso un errore perché, oltre a condannare Enrico a una vita infelice, lasciando che fosse Giusto a crescerlo, Emiliano, rinunciando a Rossella e Enrico, col passar del tempo si è trasformato in un uomo egoista e sconsiderato. Sposare Ada, dalla quale ha avuto Lorenzo, non gli è servito a diventare un uomo migliore. Adesso vorrebbe provare a ricucire il suo rapporto con Enrico, ma quest'ultimo, convinto che Emiliano comunque fosse tornato a Napoli solo per estorcergli dei soldi, e non per amore di suo figlio, lo caccia dallo studio. Enrico è fuori di sé dalla rabbia: ha avuto due padri, il primo lo ha abbandonato, preferendo a lui il denaro di Giusto, mentre il secondo non lo ha mai amato. Lisa cerca di fargli capire che se non è stato amato non è colpa sua, e che Giusto ed Emiliano non meritano né comprensione e né perdono. In particolare Giusto ha sbagliato mentendo a sé stesso, pensando di poter amare un figlio nato dal tradimento della moglie. Ma Enrico si arrabbia con Lisa e la tratta male; con questo la donna decide di lasciare definitivamente il lavoro, realizzando che Enrico non la amerà mai. Mia e Romeo sono a Roma e passano la notte in albergo; stanno per fare l'amore, ma lei si tira indietro, sentendo di non essere ancora pronta; Romeo le dice che non importa perché hanno tutta una vita davanti. Enrico inizia a guidare ad alta velocità, sembra aver perso il controllo e la sua mente è annebbiata da tanti pensieri, ma vede sul sedile accanto al suo la sciarpa di Lisa, la prende in mano e se la porta al viso: capisce che Lisa è l'unica cosa nella sua vita che ama e che lo rende felice. Lisa va a casa di Enrico per vedere se sta bene e sorprendentemente lo vede sereno e felice; lui le spiega che la vera ragione per cui non si è mai legato a una donna era la pessima opinione che aveva di sé stesso, ma ora ha capito di non essere una brutta persona, che l'unica con cui vuole stare è Lisa e che vuole provare a essere felice con lei. I due fanno finalmente l'amore. Perla si prepara a lasciare casa sua per tornare a vivere con Rocco, ma arriva la polizia da cui viene informata (con sua grande delusione) che Rocco è sospettato di truffa aggravata. Lisa ed Enrico, a letto insieme, ridono e si scambiano affettuosità, godendo della compagnia reciproca; poi Enrico le fa firmare dei moduli dove lui le consegna metà delle quote dello Studio Vinci, finché la situazione con Emiliano non sarà risolta, dopo di che Lisa dovrà restituirgliele. Enrico ha preso questa decisione perché si fida di lei, ritenendola la persona più onesta che conosce. In realtà questa contromisura non era necessaria, dato che Marta, grazie alla perizia calligrafica, aveva scoperto che il documento presentato da Emiliano era una farsa. Marta va a casa di Lisa con l’intenzione di lavorare alla diffida contro Emiliano, ma lì incontra Giuseppe e scopre che Lisa è sua madre. Claudia aiuta Jacopo a studiare per gli esami; scopre che lo studio le piace e dice a Jacopo di aver deciso di iscriversi all'università. Poi Claudia vede l'anello di fidanzamento che Jacopo voleva darle, ma ora il giovane, visto il desiderio di studiare della sua ragazza, non vuole esserle d'ostacolo. Claudia però accetta con felicità la sua proposta di matrimonio, convinta che si possa avere sia l'amore che la carriera. Enrico convoca Ada e Lorenzo, spiega loro che tipo di uomo sia in realtà Emiliano e confessa a Lorenzo che lui è suo fratello. Enrico cerca di far capire a Lorenzo che loro due devono essere migliori di Emiliano, poi i due si abbracciano, ma il bel momento viene rovinato da Marta che rivela a Enrico che Lisa gli ha nascosto di avere dei figli. Lisa, recatasi nello studio per dire a Enrico tutta la verità, scopre che lui lo ha appena saputo ed è furioso. Enrico, senza lasciare a Lisa il tempo di spiegarsi, l’aggredisce dicendole che si sente preso in giro e che ora vede in lei l'ennesima persona bugiarda della sua vita. Le intima poi di restituirgli subito le quote dello studio, ma la loro conversazione viene interrotta da Nina Valentini, appena arrivata da Londra con grande sorpresa di Enrico, che, molto imbarazzato, confessa a Lisa che Nina è sua moglie.
- Special Guest Star: Sara Zanier (Nina Valentini)
- Altri interpreti: Massimo Wertmuller (Emiliano Cestrilli, padre biologico di Enrico), Davide Capoccetti (Lorenzo Cestrilli), Francesca Romana De Martini (Ada Marcopoli)